# Pilgrimiden
Die Pilgrimiden (auch: Pilgrims-Familie) waren ursprünglich eine im Raum Freising beheimatete Familie, welche auch die Vögte des Freisinger Hochstiftes stellte.
Als Begründer dieses bayerischen Adelsgeschlechts werden ein älterer Odalker als Vater oder Onkel von einem Cotaperht genannt, der wiederum als Vater des ersten Pilgrims vermutet wird. Eine andere Vermutung führt die Pilgrimiden auf Regino und Oaspirin von Hohenkammer zurück, denen im Jahr 783 oder 788 ein Sohn mit Namen Liutto zugeschrieben wird.
Zum Kerngebiet ihres Landeigentums zählten anfangs Allershausen und Umgebung sowie Güter zwischen Westerholzhausen (heute eingemeindet in Markt Indersdorf), Glonn und Ampermoching (heute eingemeindet in Hebertshausen), alles zusammen in etwa eingegrenzt von den Flüssen Abens, mittlere Amper und Glonn. 
Pilgrim wurde auch zum Leitnamen der später einflussreichen Aribonen.